# 高松冬のまつり

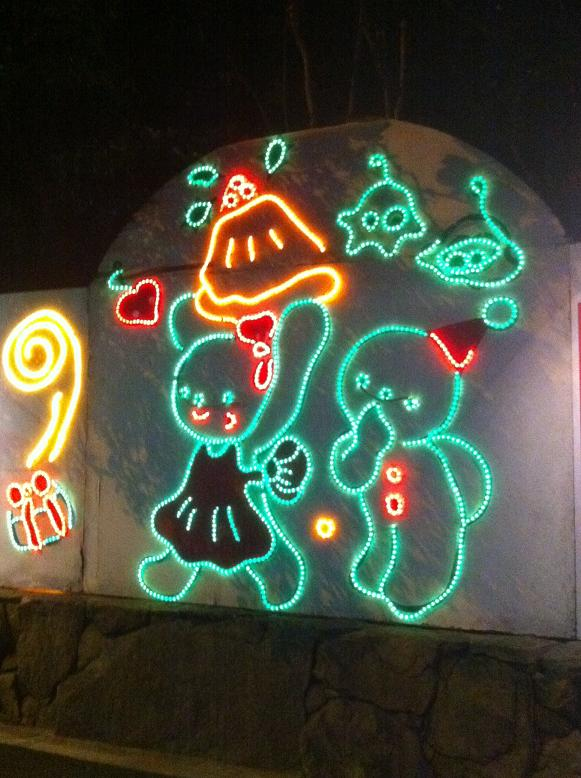

高松冬のまつり（たかまつふゆのまつり）は香川県高松市で行われていたイルミネーションイベント。公式な英語表記はDream Illumination in Takamatsu。1987年12月（昭和62年）に市民参加型イベントとして開始。以後毎年12月中旬のクリスマスシーズンに行なわれていた。開催初期は点灯式（開会式）にフィンランドから本物のサンタクロースが登場していた。2016年12月開催の第30回をもって歴史に幕を下ろした。

## 開催時期
- 12月下旬（2016年は12月22日から25日）

※チャリティーイルミネーションの点灯および市内各所でのプレイベントは12月上旬より行われる。

## テーマ
- メインテーマ（毎年共通）：光と星と愛のメッセージ「しあわせ　ありがとう」
  - 第19回（2005年）：Be With You ずっと、あなたといっしょに…
  - 第20回（2006年）：ありがとう♥20周年
  - 第21回（2007年）：キラキラポッケ★TAKAMATSU
  - 第22回（2008年）：きっと感じる☆光の中で
  - 第23回（2009年）：心の輪、仲間の輪に集まろう
  - 第24回（2010年）：大地と海のめぐみを感じよう
  - 第25回（2011年）：いっしょに創ろう　Creating Together
  - 第26回（2012年）：いっしょに創ろう　Creating Together　つばさ
  - 第27回（2013年）：いっしょに創ろう　Creating Together　3つの愛
  - 第28回（2014年）：夢をかたちに
  - 第29回（2015年）：夢をかたちに
  - 第30回（2016年）：さようなら 思い出いつまでも[1]

## 会場
- 高松市立中央公園（メイン会場）

高さ31.5mのシンボルツリーやテーマに合わせたイルミネーションを実施。光のステージではミュージカル、ダンスフェスティバルなど様々なイベントが開催される。
- サンポート高松（2001年より、主にプレイベント期間中）

高松駅前に約30メートルのクリスマスツリーが登場。プレイベント開催時～12月25日まで点灯されている。
- 高松中央通り（国道11号）

すべての会場あわせて合計約30万球のイルミネーションが実施されている。

## 主な参加者
- キラキラ隊：小3～小6による手話コーラス団。高松市の広報で一般公募で募集している。衣装は赤いトレーナー、緑のバンダナと白いボトムス。
- かがやき隊：小4～中1による手話コーラス団。キラキラ隊OBGの中からのみ選抜される。衣装は緑のトレーナー、赤いバンダナと白いボトムス。
- 瀬戸内海放送アナウンサー：企業ボランティアとしてステージの司会進行などを担当
- その他、中学生以上のボランティア・ダンスサークル・合唱団・吹奏楽団・チアリーダーなど多くの方々が裏方・進行・ステージ司会などとして参加している。